# Melita (alegoría)

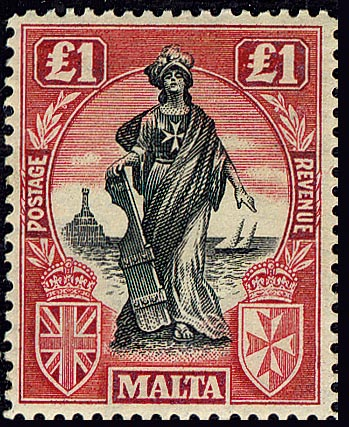
Melita en un sello de £1 diseñado por Edward Caruana Dingli y emitido el 28 de agosto de 1922.

Melita  es la personificación nacional de Malta o del pueblo maltés. El nombre proviene desde tiempos del Imperio Romano, cuando hubo una ciudad de la isla que se llamaba Melite, (Μελίτη, Melite en la Antigua Grecia). Esta ciudad fue la antigua capital de Malta que se acabaría convirtiendo más tarde en Mdina o Città Notabile.
La representación de alegorías de un país con forma de mujer y con nombre en latín fue muy común en la corriente nacionalista del siglo XIX, como son el caso de Hispania, Britania o Germania.

## Sellos

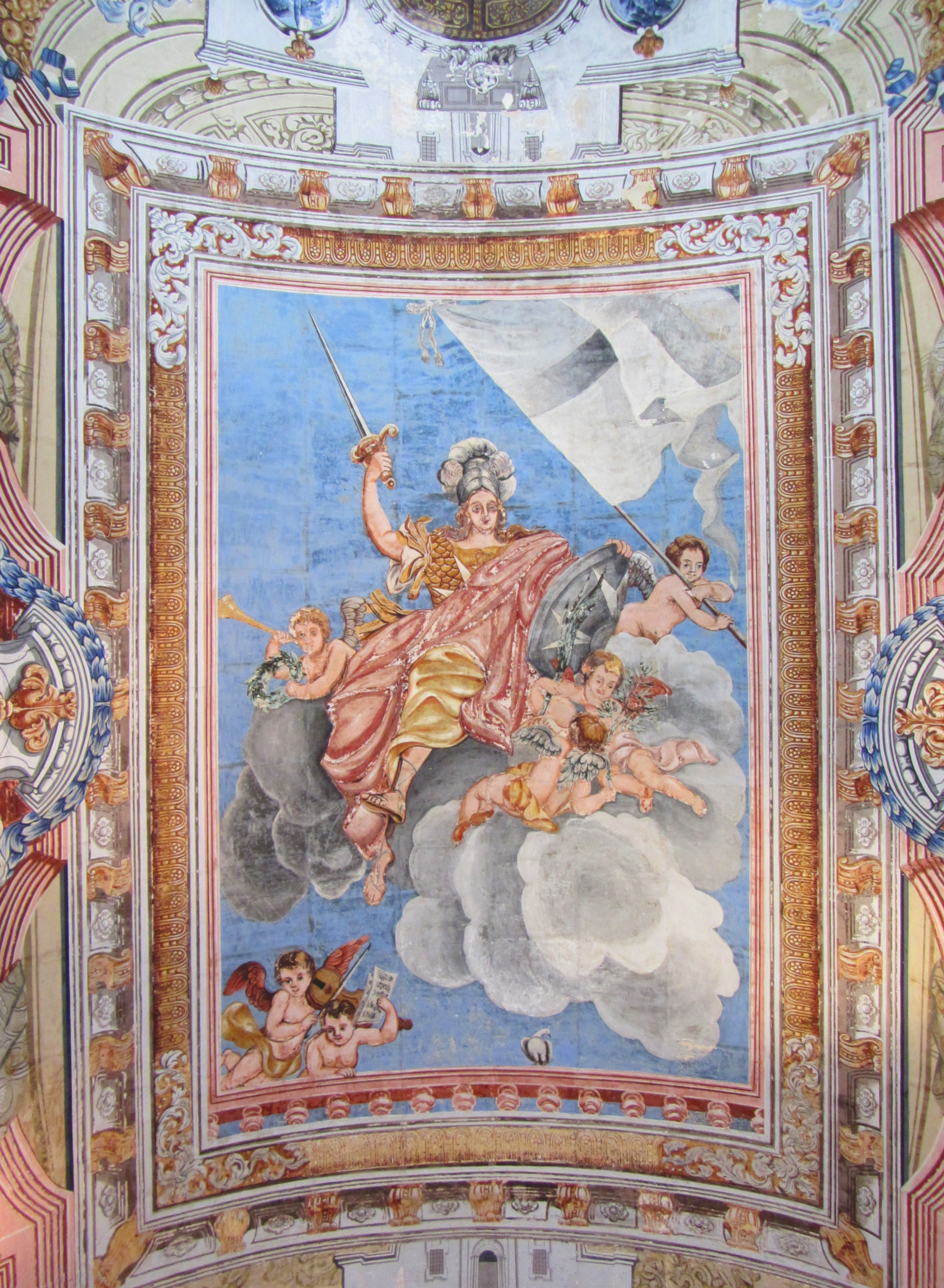
Fresco donde aparece Melita en un techo del Auberge de Provence.

Melita ha salido numerosas veces en sellos postales malteses o timbres fiscales. Apareció el 4 de febrero de 1899 en un sello de valor de media Corona británica diseñado por un artista desconocido en la Oficina Postal de Malta. Aparece vestida con casco y un vestido, mientras sostiene una espada en una mano y un escudo en la otra. Las banderas de Malta y de la Orden de San Juan aparecen detrás suya. Este sello estuvo en uso durante muchos años, hasta la llegada de los años 1920. Impresiones expresas de este sello se volvieron a imprimir para timbres fiscales desde 1902 a 1908.
Una versión diferente de Melita se usó para el conjunto definitivo de 1922 diseñado por Edward Caruana Dingli. El diseño muestra a Melita llevando una prenda sobre un peto mostrando la Cruz de Malta, así como un casco y sandalias. Ella aparece sosteniendo un timón que representa al maltés en el control del destino de Malta. Esto se hizo porque Malta acababa de lograr el autogobierno un año antes, y los sellos conmemoraban este evento. Este diseño salió como sello sobre sello en 2011, y se considera como uno de los sellos más hermosos de Malta.
Los valores de los shillings de este conjunto utilizaron un diseño diferente de Gianni Vella. El diseño de Vella mostraba dos figuras simbólicas, un hombre que representaba a Gran Bretaña, sosteniendo un escudo con la Union Jack y con su mano izquierda apoyada sobre Melita, que sostiene una rama de olivo. El diseño simbolizaba la protección y las buenas relaciones entre los dos países.

## Billetes
El diseño de Edward Caruana Dingli de Melita fue reutilizado para la quinta serie de billetes malteses emitidos por el Banco Central de Malta. Esta serie se publicó entre 1989 y 2000 y se mantuvo en uso hasta 2008, cuando Malta adoptó el euro. La marca de agua en estos billetes y otros anteriores también muestra la cabeza de la figura alegórica Melita.